# Kristallglasyr
Kristallglasyrer är en rad keramiska glasyrer, med egenskapen, att del av glasyren kristalliserar synligt medan resten är glasartad amorf som vanlig glasyr. Kristallglasyrerna var på mode i det tidiga nittonhundratalets Europa, under Art Nuoveau-rörelsen.

Vas, 1910-tal av V Engelhart.

## Kristalliseringsprocess
Man skiljer mellan mikrokristallina glasyrer och kristallglasyrer med synlig kristallin struktur.
Titan eller zink är ofta förekommande ämnen som främjar kristallbildningen medan aluminium har en motverkande effekt. Rutil (titandioxid) och zinkoxid är råvaror som kan användas till kristallglasyr. 
Kristallernas antal, storlek och utseende kan styras med hjälp av olika bränningsscheman. Uppvärmningen sker på konventionellt sätt men ju långsammare keramikugnen kyls ner desto större blir kristallerna. Genom att pendla mellan höga och låga temperaturer i ett visst skede av processen, kan även kristallernas utseende påverkas. Denna process ger upphov till en rad dekorativa effekter.
Färgerna varieras genom tillsats av olika, i keramiska sammanhang vanligen förekommande, färgande oxider, som exempelvis järnoxid och koboltoxid, gärna i kombination med litiumoxid, som anses ha en positiv inverkan på färgprakten. Med ökad halt av zink eller titan blir glasyren mer opak. Aluminiumhalten i kristallglasyrer är jämförelsevis låg, liksom kiselhalten. Dessa låga halter gör glasyren mer lättrinnande vid bränningen.
Glasyrernas kemiska sammansättning gör dem mekaniskt svaga, vilket medverkar till att kristallglaserade keramikalster ofta huvudsakligen är intressanta ur ett rent estetiskt perspektiv och har ett begränsat bruksvärde. Kanske duger de till fruktfat eller blomvas men de är exempelvis knappast att rekommendera till förvaring av matvaror.

## Mode
Kristallglasyrerna var på mode i det tidiga nittonhundratalets Europa, under Art Nuoveau-rörelsen. Glasyrerna har ofta en överväldigande färgprakt. När designmodet drog i mer funktionalistisk riktning, mattades intresset för kristallglasyrerna.

### Digital teknik och återkomst
Med den digitala teknikens frammarsch under nittonhundratalets senare del tillkom emellertid nya möjligheter att detaljstyra keramiska bränningar. Detta har troligen medverkat till att aktualisera kristallglasyrerna på nytt. I dag har vi möjligheter att styra kristallernas utveckling, på ett sätt som inte varit möjligt tidigare. Möjligen har den tidigare nämnda funktionalismen varit på tillbakagång, under dessa år. En sådan utveckling kan givetvis också ha medverkat till kristallglasyrens återkomst.
I dag är kristallglasyrer ett slags hantverk inom hantverket. Det finns en tendens att vara antingen för eller emot kristallglasyrerna och många av de som arbetar med kristallglasyrer bygger specialgjorda ugnar, som eldas uppifrån med fläktsystem för att snabbt kunna kyla och värma ugnen och på det sättet styra kristallbildningen. 